# 平核冬青
平核冬青（学名：Ilex estriata）为冬青科冬青属的植物，是中国的特有植物。分布于中国大陆的四川等地，生长于海拔1,000米的地区，见于山坡林缘及灌丛中，目前尚未由人工引种栽培。